# 키푸나다
키푸나다(브라흐미 문자 :)는 아마도 서기 335~350년경 쿠샨 제국의 마지막 통치자였을 것이다. 그는 금화 주조로 유명하다. 그는 샤카 1세의 후계자였다. 그는 아마도 펀자브 서부의 탁실라 지역의 통치자였을 것이며, 굽타 황제 사무드라굽타의 봉신이었을 가능성이 있다.

## 굽타와 키다라의 후계자
중서부 펀자브의 키푸나다 주화에 이어 펀자브 현지에서 주조된 특이한 주화에는 굽타 제국의 통치자 사무드라굽타와 관련된 것으로 추정되는 "사무드라"라는 이름이 새겨져 있다(굽타 문자 :). 얼마 지나지 않아 키라다, 페로즈, 그리고 쿠샨족이 점령했던 영토를 차지했던 유명한 키다라로 알려진 키다라 훈족 통치자들이 펀자브에서 주화를 발행했다.

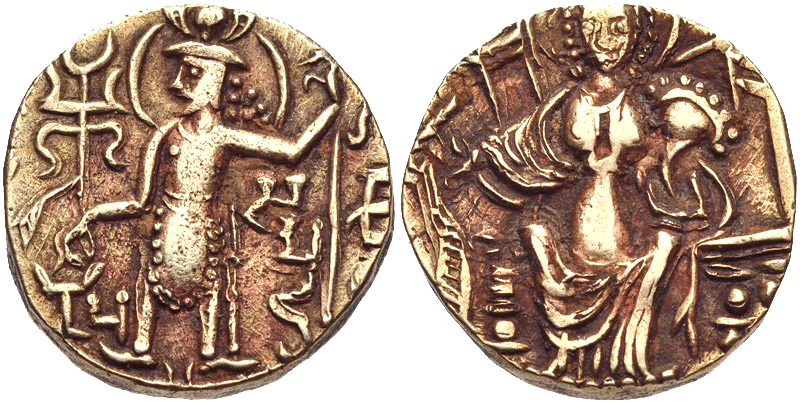
펀자브 지역에서 "사무드라"( 사-무-드라, 왕의 왼팔 아래)라는 이름으로 주조된 지역 주화. 아마도 사무드라굽타가 키푸나다의 주화를 바로 뒤따라 주조한 것으로 추정된다.
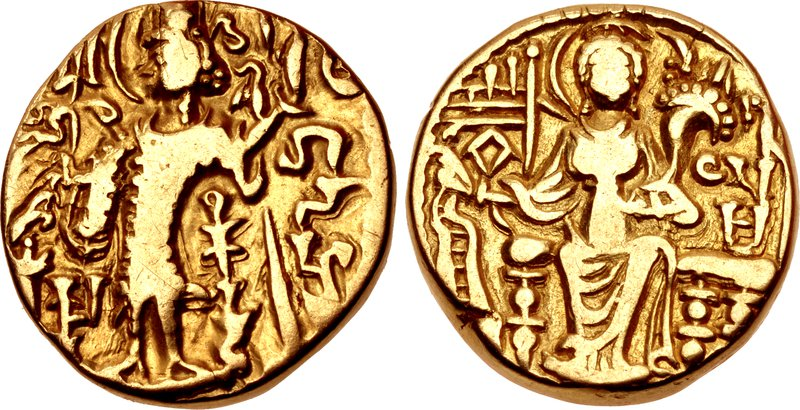
기원전 350년경에 통치한 키라다( 키-라-다, 왕의 왼팔 아래)를 시작으로 주조된 키다라 훈족 왕들의 주화들.